# Houri (islam)

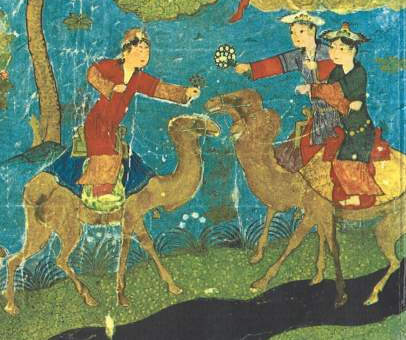
Hoeri's in het paradijs, rijdend op kamelen. Uit een 15e-eeuws Perzisch manuscript.

In de islam is een houri (Arabisch: حُـورِيَّـة of حُورِيّ geromaniseerd als resp. ḥūriyy en ḥūrīya) een maagd met mooie ogen die wordt omschreven als een beloning voor gelovige moslims in het paradijs. De term komt vier keer voor in de Koran, waarin de houri's ook een aantal keer indirect worden genoemd. In de hadith wordt verder uitgeweid over de houri's. Er bestaat onder moslimgeleerden verschil van mening op de vraag of de houri's gelovige vrouwen van deze wereld zijn of een aparte schepping. De meerderheid van hen onderschrijft de laatstgenoemde optie.

## Etymologie
In het klassiek Arabisch is het woord ḥūr (حُور) het meervoud van zowel het mannelijke ʾaḥwar (أحْوَر) als het vrouwelijke ḥawrāʾ (حَوْراء). Het woord kan vertaald worden als "ogen met een intens contrast van wit en zwart hebbende".
Arthur Jeffery en andere academici stellen het Middelperzische hū̆rust "goed gegroeid" voor als oorsprong.

## Beschrijvingen in de Koran
De houri's worden genoemd in een aantal passages in de Koran. Voor de onderstaande Koranverzen wordt de vertaling van J.H. Kramers gebruikt. Het woord staat altijd in het meervoud, maar er wordt nooit een specifiek aantal genoemd.
- 37:48 "En bij hen zijn gezellinnen met afgewende blikken en met grote ogen,",
- 38:52 "En bij hen zijn even oude gezellinnen met afgewende blikken."
- 44:54 "Zo is het! En Wij geven hun gezellinnen met sprekende grote ogen ten huwelijk."
- 52:20 "Achterovergeleund op in rijen gezette rustbedden. En Wij geven hun gezellinnen met sprekende grote ogen ten huwelijk."
- 55:56 "Daarbij zijn er gezellinnen met afgewende blikken die voor hun tijd door mensen noch djinn waren aangeraakt."
- 55:58 "Als waren zij van robijn en koraal."
- 55:72 "Met sprekende grote [ogen], in tenten afgezonderd."
- 55:74 "Die voor hun tijd door mensen noch djinn waren aangeraakt."
- 55:76 "Achterovergeleund op groene kussens en onvoorstelbaar mooie [tapijten]."
- 56:22 "En er zijn gezellinnen met sprekende grote ogen,"
- 56:36 "En Wij hebben haar tot maagden gemaakt,"
- 78:33 "rondborstige gezellinnen die even oud zijn"

Er wordt gedacht dat de vier verzen waarin houri's specifiek genoemd worden aan het einde van de eerste Mekkaanse periode geopenbaard zijn.

## Beschrijvingen in de hadith
In de hadith wordt door Mohammed over de houri's gesproken.
De volgende ahadith hebben de hoogste beoordeling qua betrouwbaarheid, sahih oftewel authentiek.
- De mensen in het paradijs zullen twee vrouwen van de houri's hebben die zo transparant zijn dat het merg van de botten zichtbaar is.[7][8]
- Ze zullen op de hoeken van een paviljoen staan en niet zien dat de gelovigen de andere houri's bezoeken.[9]
- Als een houri aan mensen op aarde verschijnt, vult ze de ruimte tussen de hemel en de aarde met licht en een aangename geur. Haar hoofdbedekking is beter dan de wereld en wat erin is.[10]

De volgende hadith heeft de op een na hoogste beoordeling, hasan oftewel goed.
- Als iemand zijn woede beheerst, zal hij een houri naar keuze krijgen op de dag des oordeels.[11]

## "72 maagden"
Volgens een hadith in de hadithverzameling van at-Tirmidhi zal de minste van de mensen van het paradijs 80.000 bedienden en 72 vrouwen hebben. Deze hadith is echter als da'if (zwak) bestempeld.
Volgens een andere hadith uit dezelfde hadithverzameling zal een martelaar worden getrouwd met 72 vrouwen van de houri's. Deze hadith is bestempeld als hasan (goed).

## Witte druiven?
In zijn boek Die syro-aramäische Lesart des Koran: Ein Beitrag zur Entschlüsselung der Koransprache betoogt de schrijver Christoph Luxenberg dat de Koran oorspronkelijk deels in het Syrisch is geschreven. Hij concludeert dat met houri's eigenlijk witte druiven worden bedoeld. Zijn werk is door anderen bekritiseerd.